# تمسا
تمسا (انگلیسی: TEMSA) شرکت اتوبوس‌سازی ترک است، که‌ در سال ۱۹۶۸ تأسیس شد.